# 신세령
신세령(본명: 이영숙, 1968년 8월 7일 ~ )은 대한민국의 가수이다.
현재 거주지는 울산광역시 남구이다.

## 데뷔
- 2017년 노래 "어쩌다"

## 음반
- 2020년 니나노
- 2017년 어쩌다

## 출연작
- 2021년 KBS1 《아침마당》
- 2022년 KBS1 《인간극장》
- 2024년 KBS울산 《이용식의 울산시대》
- 2024년 KBS1 《사랑의 가족》